# Sturmgeschütz-Brigade 201
De Sturmgeschütz-Abteilung 201 / Sturmgeschütz-Brigade 201 / Heeres-Sturmgeschütz-Brigade 201 was tijdens de Tweede Wereldoorlog een Duitse Sturmgeschütz-eenheid van de Wehrmacht ter grootte van een afdeling, uitgerust met gemechaniseerd geschut. Deze eenheid was een zogenaamde Heerestruppe, d.w.z. niet direct toegewezen aan een divisie, maar ressorterend onder een hoger commando, zoals een legerkorps of leger.
Deze Sturmgeschütz-eenheid kwam in actie aan het oostfront en werd vrijwel vernietigd tijdens het Sovjet winteroffensief 1942/43. Na heroprichting volgde een verblijf in Griekenland, waarna in de zomer van 1944 de eenheid terugkeerde naar de centrale sector van het oostfront. Tijdens het Sovjet winteroffensief 1944/45 werd de eenheid definitief verslagen en daarna opgeheven.

## Krijgsgeschiedenis

### Sturmgeschütz-Abteilung 201
De Sturmgeschütz-Abteilung 201 werd opgericht op 19 maart 1941 in Jüterbog. Reeds na vier weken verplaatste de Abteilung zich naar Warschau, als voorbereiding op de veldtocht tegen de Sovjet-Unie. OP 22 juni 1941 startte deze opmars via Brest-Litovsk, Minsk en Mogilev naar Smolensk. Vandaar volgde in Operatie Taifun een opmars via Brjansk en Vjazma naar de Nara bij Gzjatsk, net 30 km ten westen van Moskou. Na de harde wintergevechten werd de Abteilung van het front teruggetrokken naar Borisov voor rust en herbouw. In juni 1942 vertrok de Abteilung naar Koersk.
Eind juni 1942 nam de Abteilung deel aan Fall Blau onder de 23e Pantserdivisie en later met de 78e Sturm-Divisie met een opmars naar Voronezj, waar gestreden werd tot 18 augustus 1942 in harde gevechten. De Abteilung werd daarop kort teruggetrokken voor een opfrissing. In september werd deelgenomen aan de eliminering van het Sovjetbruggenhoofd Korotojak en was daarna opnieuw rond Voronezj. Eind november, na de omsingeling van de Duitse troepen in Stalingrad werd de Abteilung naar de sector van het 8e Italiaanse Leger gestuurd ter versterking. De Abteilung was toegevoegd aan de 27e Pantserdivisie. Medio december brak het Sovjetoffensief Kleine Saturnus los en de Abteilung raakte vol in deze storm. De Italianen waren niet opgewassen tegen de Sovjets en de Abteilung moest Bogoetsjar opgeven en trok (deels omsingeld) dwars door de terugtrekkende Italianen naar Chertkovo. Hier kon weer een defensieve linie opgezet worden. Maar in de daaropvolgende Operation Ostrogozjsk – Rossosj werd de Abteilung in een omsingeling gezogen en moet naar het westen terugtrekken of beter vluchten. Op 28 januari 1943 konden  de resten contact maken met de Duitse linies bij Nikolajevka bereikten drie dagen later Volchansk. In de eerste dagen van februari ging de Abteilung met zijn laatste Strumgeschützen naar Charkov. OP 17 februari was de Abteilung rond Wlaki en vervolgens rond Krementsjoek. Op 20 februari werd de Abteilung (of wat ervan over was) teruggestuurd naar Duitsland. Er was geen plaats in Jüterbog, daarom werden de soldaten ingekwartierd in Baruth.
Na verlof en ontvangst van nieuwe Sturmgeschützen, werd de Abteilung nieuw gevormd en officieel op 31 mei 1943 heropgericht.
In juni 1943 ging de Abteilung naar Griekenland, als verdediging tegen een mogelijke Britse invasie, maar meestal was de Abteilung in actie tegen partizanen. Vanaf 16 juli was de Abteilung gestationeerd rond Nafpaktos, waarbij de 2e Batterij van augustus tot december op Kefalonia lag. Op 20 november werd de Sturmgeschütz-Batterie 393 ingecorporeerd en werd de 4e Batterij. Eind 1943 werd de Abteilung verplaatst naar Arta en begin 1944 naar Thessaloniki.
Op 14 februari 1944 werd de Abteilung omgedoopt in Sturmgeschütz-Brigade 201

### Sturmgeschütz-Brigade 201
De omdoping in Sturmgeschütz-Brigade betekende echter geen organisatorische verandering, de samenstelling bleef gelijk.
De brigade werd op 7 maart 1944 naar Sedlec bij Praag gestuurd, om vanaf daar op 19 maart deel te nemen aan Operatie Margarete, de bezetting van Hongarije.
Op 10 juni 1944 werd de brigade omgedoopt in Heeres-Sturmgeschütz-Brigade 201.

### Heeres-Sturmgeschütz-Brigade 201
Ook nu betekende de omdoping geen organisatorische verandering, de samenstelling bleef opnieuw gelijk. In juni volgde een verplaatsing naar Polen, naar Heeresgruppe Mitte. De 4e Batterij werd op 29 juli 1944 overgegeven aan Heeres-Sturmgeschütz-Brigade 191, waarna drie batterijen overbleven. In december 1944 werd gevochten rond Kielce en begin januari 1945 bij Baranów. Tijdens het Wisła-Oderoffensief werd de brigade totaal verslagen en reeds op 20 januari was er niets meer over. De schamele resten kwamen nog terug naar Burg en werd daar ontbonden.

### Einde
De Sturmgeschütz-Brigade 201 werd ontbonden in Burg eind januari 1945. De resten werden verdeeld over andere eenheden, o.a. de Heeres-Sturmgeschütz-Brigade 210.

## Samenstelling
- Staf
- 1e Batterij
- 2e Batterij
- 3e Batterij
- 4e Batterij (sinds 20 november 1943)

## Commandanten
| Rang  | Naam               | Begin         | Eind              |
| ----- | ------------------ | ------------- | ----------------- |
| Major | Heinz Huffmann     | 10 maart 1941 | 25 december 1942  |
| Major | Hermann Zimmermann | maart 1944    | eind januari 1945 |